# Eilert Dahl
Eilert Dahl (født 15. september 1919, død 3. november 2004) var en norsk nordisk skiløber som deltog i slutningen af 1940'erne og i begyndelsen af 1950'erne. Han vandt en bronzemedalje i 4 x 10 km Langrend under VM i ski 1950 i Lake Placis.
Dahl kom også på en 6.-plads i kombineret under Vinter-OL 1948 i St. Moritz.